# Bram Peper
Pour les articles homonymes, voir Peper.
Abraham Peper, dit Bram Peper, né le 13 février 1940 à Haarlem et mort le 20 août 2022 à Rotterdam, est un homme politique néerlandais.
Membre du Parti travailliste (PvdA), il est notamment bourgmestre de Rotterdam de 1982 à 1998 et ministre de l'Intérieur de 1998 à 2000.

## Biographie

### Formation et carrière
Bram Peper suit des études supérieures de sciences sociales à l'université d'Amsterdam jusqu'en 1965, ayant passé une année d'études d'économie et de sociologie à l'université d'Oslo entre 1963 et 1964. Il commence à travailler en 1967, comme associé de recherche à l'école supérieure d'économie des Pays-Bas.
En 1971, il devient lecteur de sociologie politique au sein de l'école, obtenant l'année suivante son doctorat de sciences sociales à l'université d'Amsterdam. Au bout de trois ans, il est recruté comme conseiller politique personnel par Harry van Doorn, ministre de la Culture, des Loisirs et du Travail social, et son secrétaire d'État, Wim Meijer, pour qui il travaille jusqu'en 1977.
À partir de 1975, il cumule cet emploi avec celui de professeur de politique sociale et économique à l'université Érasme de Rotterdam, qu'il conserve pendant sept ans. Il reprend sa carrière universitaire en 2002, en tant que professeur à temps partiel de gestion publique à l'université de Nyenrode à Breukelen. Il en démissionne en 2004.

### Vie privée
Bram Peper a été marié à l'ancienne ministre libérale des Transports, Neelie Kroes. Il meurt le 20 août 2022 des suites d'une courte maladie.

## Carrière politique

### Bourgmestre de Rotterdam
Le 16 mars 1982, Bram Peper prend ses fonctions de bourgmestre de Rotterdam, à l'âge de 42 ans, ce qui fait de lui l'un des plus jeunes titulaires de ce poste dans une grande ville. Au cours d'une interview, accordée en compagnie de sa compagne de l'époque, Ischa Meijer, il se montre très critiques envers ses administrés et les administrateurs. Il apparaîtra finalement que le couple était ivre au moment de l'interview, ce qui le conduira à présenter ses excuses et se séparer de son épouse.
Tandis que la première moitié de son mandat voit l'achèvement de la reconstruction de la ville, avec un nouveau panorama urbain fait de gratte-ciels, la seconde partie est notamment marquée par le fiasco de la célébration du six-cent cinquantième anniversaire de la fondation de la commune, et l'échec du référendum, voulu par lui, sur la transformation de Rotterdam en province urbaine, 90 % des électeurs se prononçant contre la scission d'avec la Hollande-Méridionale.
Il démissionne le 3 août 1998, après un mandat de plus de seize ans, et est remplacé par le libéral Ivo Opstelten, premier non social-démocrate à diriger la ville depuis cinquante ans.

### Ministre de l'Intérieur
Le même jour, Bram Peper devient ministre de l'Intérieur et des Relations au sein du Royaume dans la seconde coalition violette du social-démocrate Wim Kok. Dès le début du mois de septembre 1999, des rumeurs laissent à penser qu'il a effectué de fausses déclarations fiscales lorsqu'il était bourgmestre. Ces accusations, dont il a été blanchi en 2002, le conduisent à remettre sa démission le 13 mars 2000, afin, selon lui, de ne pas gêner l'action du gouvernement et pouvoir mieux se défendre face à ces accusations. À cette occasion, il se retire de la vie politique.